# Pinar del Río (club de fútbol)
El FC Pinar del Río es un club de fútbol cubano que juega en el Campeonato Nacional de Fútbol de Cuba.

## Historia
El Pinar del Río ha sido, a lo largo de los años, uno de los clubes de fútbol más prestigiosos de Cuba y el segundo con más títulos, con 7 (después de la nueva división administrativa en 1978), superado solo por Villa Clara, la gran potencia del fútbol cubano. El equipo tuvo sin lugar a dudas su mejor esplendor a finales de los años 80 y principio de los años 90 cuando ganó 4 títulos, tres de ellos de manera consecutiva. También cabe señalar que el equipo obtuvo los únicos lauros de un club cubano en torneos internacionales de clubes al obtener el subcampeonato de la Copa de Campeones de la Concacaf en los años 1989 y 1990, cediendo solamente ante los encumbrados clubes mexicanos de Pumas UNAM y el América. En ambos casos la eliminatoria se decidió en tierras mexicanas, donde la experiencia de los aztecas y la altura decidieron la resistencia del conjunto vueltavajero que en ambas ocasiones había logrado empatar en casa. De aquellas gestas cabe señalar a jugadores como Osvaldo Alonso (líder del equipo), Osmin Hernández y los delanteros Lázaro Dalcourt y Raimundo García quien fuera líder goleador cubano en varias ocasiones. Además al portero de la selección nacional durante muchos años, Lázaro Joel Sánchez Morales.
Durante los siguientes años el equipo logró obtener otros dos campeonatos: 1995 y 1999/2000 manteniéndose siempre, con excepción de la temporada 1998/99 entre los tres primeros conjuntos de la isla. Sin embargo el inicio del nuevo milenio no fue para nada bueno ya que la corona del 1999/00 el equipo cayó y estuvo alejado de los tres primeros lugares del torneo por cuatro campañas, logrando regresar a la discusión del título en la temporada del 2004/05 donde perdió frente al eterno rival Villa Clara, en los predios de estos. 
La campaña siguiente fue un desastre total ya que fueron eliminados en la Primera Ronda, cuando todo hacía suponer que el equipo tenía el pase asegurado. 
Para la temporada del 2006/07 el equipo dirigido por Calixto Martínez (exportero de los equipos pinareños y Cuba) sorprendió a todos al obtener el título tras vencer en su estadio "La Bombonera" a Villa Clara por 1 a 0. Triunfo en el que sobresalieron los integrantes de la selección nacional: Reinier Alcántara, Osvaldo Alonso Jr. y Gisbel Morales, así como el polifuncional Yoerlandi Puentes, quien fue seleccionado como el jugador más valioso por su director técnico.
En el 2007 regresó al torneo de clubes campeones y subcampeones de la CONCACAF, en donde el manejo del grupo por parte del director técnico Luis Alberto "Egipcio" Mijares, así como indisciplinas dieron al traste con sus aspiraciones y el equipo fue eliminado en la Primera Ronda, resultado este que hizo que Mijares fuera destituido y tomara el cargo Carlos "Chorro" Torres, en 2014 fue relegado del campeonato cubano hacia la segunda categoría y para 2018 regresa a este mismo para que en la temporada 2019 termine como 7° lugar.

## Estadio
Pinar juega sus partidos en el Estadio Capitán San Luis más conocido como "La Bombonera" con capacidad para 8.000 espectadores.

## Jugadores
Jugadores notables
- Dagoberto Lara
- Reinier Alcántara Núñez
- Osvaldo Alonso
- Maikel Reyes

## Entrenadores
- José Luis Flores (2005)[2]
- Frank Roberto Hernández (2020-)[1]

## Resultados en competiciones de la Concacaf
| Torneo                                | Ronda                    | Club                | Casa | Visita | Global |
| ------------------------------------- | ------------------------ | ------------------- | ---- | ------ | ------ |
| Copa de Campeones de la Concacaf 1989 | Grupo del Caribe         | SV Juventus         | 6-0  |        |        |
| Copa de Campeones de la Concacaf 1989 | Grupo del Caribe         | Defence Force FC    | 1-0  |        |        |
| Copa de Campeones de la Concacaf 1989 | Grupo del Caribe         | Trintoc FC          | 3-3  |        |        |
| Copa de Campeones de la Concacaf 1989 | Grupo del Caribe         | CRKSV Jong Colombia | 4-3  |        |        |
| Copa de Campeones de la Concacaf 1989 | Final del Caribe         | FC Rivière-Pilote   | 1-1  | 2-1    | 3-2    |
| Copa de Campeones de la Concacaf 1989 | Gran final               | Club Pumas UNAM     | 1-1  | 1-3    | 2-4    |
| Copa de Campeones de la Concacaf 1990 | Primera ronda del Caribe | Deportivo Central   | 3-1  | 1-0    | 4-1    |
| Copa de Campeones de la Concacaf 1990 | Segunda ronda del Caribe | FICA                | 1-1  | 3-0    | 4-1    |
| Copa de Campeones de la Concacaf 1990 | Final                    | Club América        | 2-2  | 0-6    | 2-8    |

## Palmarés

### Torneos nacionales (7)
- Campeonato Nacional de Fútbol de Cuba (7): 1987, 1989, 1990, 1992, 1995, 2000, 2006

### Torneos internacionales
- Subcampeón de la Copa de Campeones de la CONCACAF (2): 1989, 1990